# Osvaldo Toriani
Osvaldo Rubén Toriani (Zárate, provincia de Buenos Aires, 24 de julio de 1937 - Buenos Aires, 24 de septiembre de 1988) fue un histórico arquero argentino que se destacó en Tigre y fundamentalmente en Independiente durante la década de 1960.

## Trayectoria
Osvaldo  comenzó su profesión como un joven arriesgado y valiente con gran talento en atajar la pelota. Debutó como arquero en 1955 en Unión de Mar del Plata. Luego se incorporó a las inferiores de Tigre, en donde permaneció dos temporadas, desde 1958 a 1960, disputando 34 encuentros.

### Independiente
Recaló luego en Independiente jugando entre 1960 y 1966, donde fue un ícono de la platea femenina, que tenía su propio lugar detrás del arco en dirección a la calle Alsina. Compartió cancha con futbolistas renombrados como el uruguayo Alcides Silveira, Tomás Rolan, Roberto Ferreiro, Luís Suárez, Jorge Maldonado, Jorge D'Ascenzo, Walter Jiménez, Ricardo Pavoni, entre otros. Un arquero de buenos reflejos y que transmitía seguridad, se hizo dueño del arco rojo a comienzos de 1960. En total disputó 94 partidos, conquistó dos campeonatos locales y la Copa Libertadores de América de 1964 y 1965.
El 9 de septiembre de 1964 habló en el programa Sábados Circulares conducido por Pipo Mancera, junto con todo el plantel de Independiente previo a disputar contra el Inter de Milán la Copa Intercontinental.
En 1965 el Consejo Federal sanciona al arquero con un año de suspensión por haber hecho doble inscripción en 1960 al fichar por Tigre cuando todavía jugaba en la Liga Marplatense de Fútbol. Nueve días después la comisión de jugadores de la AFA rechaza la sanción y dictamina que Toriani está perfectamente habilitado.
El 1 de abril de 1966 fue su última participación en la Copa Libertadores en una derrota contra River Plate. Su último partido en Independiente lo disputó el 18 de noviembre de 1966 contra Estudiantes de La Plata.

### Últimos años y alejamiento
También jugó en Newell's Old Boys, América de Cali, Independiente Medellín, Miami Toros de Estados Unidos y tuvo un fugaz paso por el fútbol canadiense.
Ya retirado tras una lesión que cortó su carrera, vivió un tiempo en Miami donde trabajó primero como funcionario de Aerolíneas Argentinas y luego como guía de grupos de turistas.

## Fallecimiento
Osvaldo Toriani fue el primer jugador en la historia futbolística argentina en suicidarse.
Tras el trágico fallecimiento de su pequeño hijo ahogado en la pileta de su casa, se sumergió en una crisis depresiva profunda que culminó en su separación posterior con su mujer. Ya en Argentina, en la zona norte de Buenos Aires, Toriani se suicidó el sábado 24 de septiembre de 1988, tras ingirir una sobredosis de barbitúricos e inhalar gas tóxico (monóxido de carbono de un brasero encendido), falleciendo así por asfixia. Las causas de su cruel determinación fueron su divorcio, el miedo a la soledad y su problemática situación económica. El titular de la Mutual de los Futbolistas Solidarios, un amigo allegado a él, supo decir al respecto de su autodeterminación:

"Toriani, era un excelente muchacho, se sentía triste, melancólico. No era feliz"

## Clubes
| Club                   | País           | Año       |
| ---------------------- | -------------- | --------- |
| Unión (Mar del Plata)  | Argentina      | 1955-1957 |
| Tigre                  | Argentina      | 1958-1960 |
| Independiente          | Argentina      | 1960-1966 |
| Newell’s Old Boys      | Argentina      | 1967-1970 |
| América de Cali        | Colombia       | 1971-1972 |
| Independiente Medellín | Colombia       | 1973      |
| Miami Toros            | Estados Unidos | 1974-1975 |

## Palmarés

### Campeonatos nacionales
| Título           | Club          | País      | Edición |
| ---------------- | ------------- | --------- | ------- |
| Primera División | Independiente | Argentina | 1960    |
| Primera División | Independiente | Argentina | 1963    |

### Copas internacionales
| Título            | Club          | País      | Edición |
| ----------------- | ------------- | --------- | ------- |
| Copa Libertadores | Independiente | Argentina | 1964    |
| Copa Libertadores | Independiente | Argentina | 1965    |